# توفند متیو
توفند متیو (انگلیسی: Hurricane Matthew) توفندی است که در حال حاضر دارد اقیانوس اطلس را درمی‌نوردد. این طوفان اخیراً اولین توفند دسته ۵ اطلسی از زمان توفند فلیکس در سال ۲۰۰۷ بوده‌است. توفند متیو بر اثر یک موج استوایی پرانرژی ایجاد شد که در ۲۲ سپتامبر از ساحل آفریقا به سوی غرب حرکت کرد و تا ۲۸ سپتامبر بدل به طوفانی استوایی شده و در شرق جزایر بادپناه واقع شد. این توفند هائیتی، جامائیکا، کوبا، جمهوری دومینیکن، و باهاما را متأثر کرد. انتظار می‌رود این توفند به طور شایان توجهی شرق ایالات متحده آمریکا، خصوصاً ایالت فلوریدا، و نیز جورجیا، کارولینای جنوبی، و کارولینای شمالی را تحت تأثیر قرار دهد.
حداقل ۱۰۰۰ نفر در هاییتی در اثر این توفند کشته شده‌اند. برخی از منابع رسمی در هائیتی گفته‌اند که شمار کشته‌شدگان می‌تواند بیش از آمار اعلام‌شده باشد. در کل بیش از هزار نفر شامل ۲۸ نفر در ایالات متحده کشته شدند.
گفته می‌شود که بیش از ۳ میلیون شهروند آمریکا در معرض آسیب‌های ناشی از این توفند هستند. مقامات آمریکایی از این شهروندان خواسته‌اند که خانه‌های خود را ترک کرده و در محل‌های امن پناه گیرند. برق بیش از ۹۵ هزار خانوار در ایالت فلوریدا قطع شده‌است. بنا به گفته رسانه‌های آمریکایی پس از توفان سندی در سال ۲۰۱۲ این بزرگترین برنامه انتقال اجباری شهروندان آمریکایی به مناطق امن محسوب می‌شود.